# 鄢烈山
鄢烈山（1952年1月—），湖北仙桃人，毕业于北京师范大学中文系，曾是《南方周末》编辑，杂文家、时事评论家。

## 生平
1952年，鄢烈山出生在湖北省仙桃市，文化大革命期间，鄢烈山当过社员、工人、农民、民办教师，恢复高考之后，考入北京师范大学中文系，大学毕业后，曾在《武汉晚报》、《长江日报》任职，1995年，鄢烈山加入《南方周末》。

## 风格
鄢烈山崇尚“公民写作”，主张“我手写我心”。其作品主要针对社会事件针砭时弊、纵横谈论。

## 作品
- 鄢烈山; 朱健国. . 北京市: 时事出版社. 2000: 366. ISBN 9787800095658.

### 独著
- . 福建省: 福建人民出版社. 2001: 361. ISBN 9787211039531.
- . 长江文艺出版社. 2003: 232. ISBN 9787535424341.
- . 福建省: 福建人民出版社. 2005: 249. ISBN 9787211049202.
- . 北方文艺出版社. 2011: 239. ISBN 9787531725312.
- . 广州市: 广东南方日报出版社. 2012: 254. ISBN 9787549102624.

### 编著
- . 广州市: 花城出版社. 2004: 474. ISBN 9787536042179.
- . 广州市: 花城出版社. 2005: 497. ISBN 9787536044869.
- . 广州市: 花城出版社. 2006: 389. ISBN 9787536046559.
- . 广州市: 花城出版社. 2007: 404. ISBN 9787536048546.
- . 广州市: 花城出版社. 2008: 202. ISBN 9787536051454.
- . 广州市: 花城出版社. 2009: 225. ISBN 9787536055360.
- . 广州市: 花城出版社. 2010: 280. ISBN 9787536058828.
- . 广州市: 花城出版社. 2011: 240. ISBN 9787536061460.
- . 广州市: 花城出版社. 2012: 258. ISBN 9787536063754.
- . 甘肃省: 敦煌文艺出版社. 2011: 270. ISBN 9787805879871.
- . 甘肃省: 敦煌文艺出版社. 2012: 255. ISBN 9787805879703.

## 奖项荣誉
| 年份 | 作品             | 奖项             | 是否得奖 | 备注 |
| ---- | ---------------- | ---------------- | -------- | ---- |
| 2003 | 《一个人的经典》 | 第三届鲁迅文学奖 | 獲獎     |      |